# Aire nationale de récréation de Hells Canyon
L'aire nationale de récréation de Hells Canyon (anglais : Hells Canyon National Recreation Area) est une aire protégée des États-Unis située à la frontière des états de l'Idaho et de l'Oregon.

## Histoire
Elle a été créée par le Congrès des États-Unis le 31 décembre 1975 pour protéger la valeur historique et archéologique du Hells Canyon et de la zone de la rivière Snake située entre le barrage Hells Canyon et la frontière entre les états de l'Oregon et de Washington.

## Description
Environ 900 km2 de l'aire protégée est connue sous le nom de « Hells Canyon Wilderness ». 1 400 km2 de chemins de randonnées parcourent la zone qui s'étend sur 562,01 km2 en Idaho et sur 1 630,38 km2 en Oregon. La majorité de l'aire se situe à l'est du comté de Wallowa et de petites portions se trouvent au sud ouest du comté d'Idaho, au nord ouest du comté d'Adams et au nord est du comté de Baker.

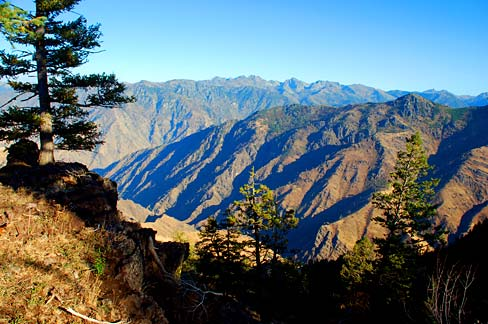
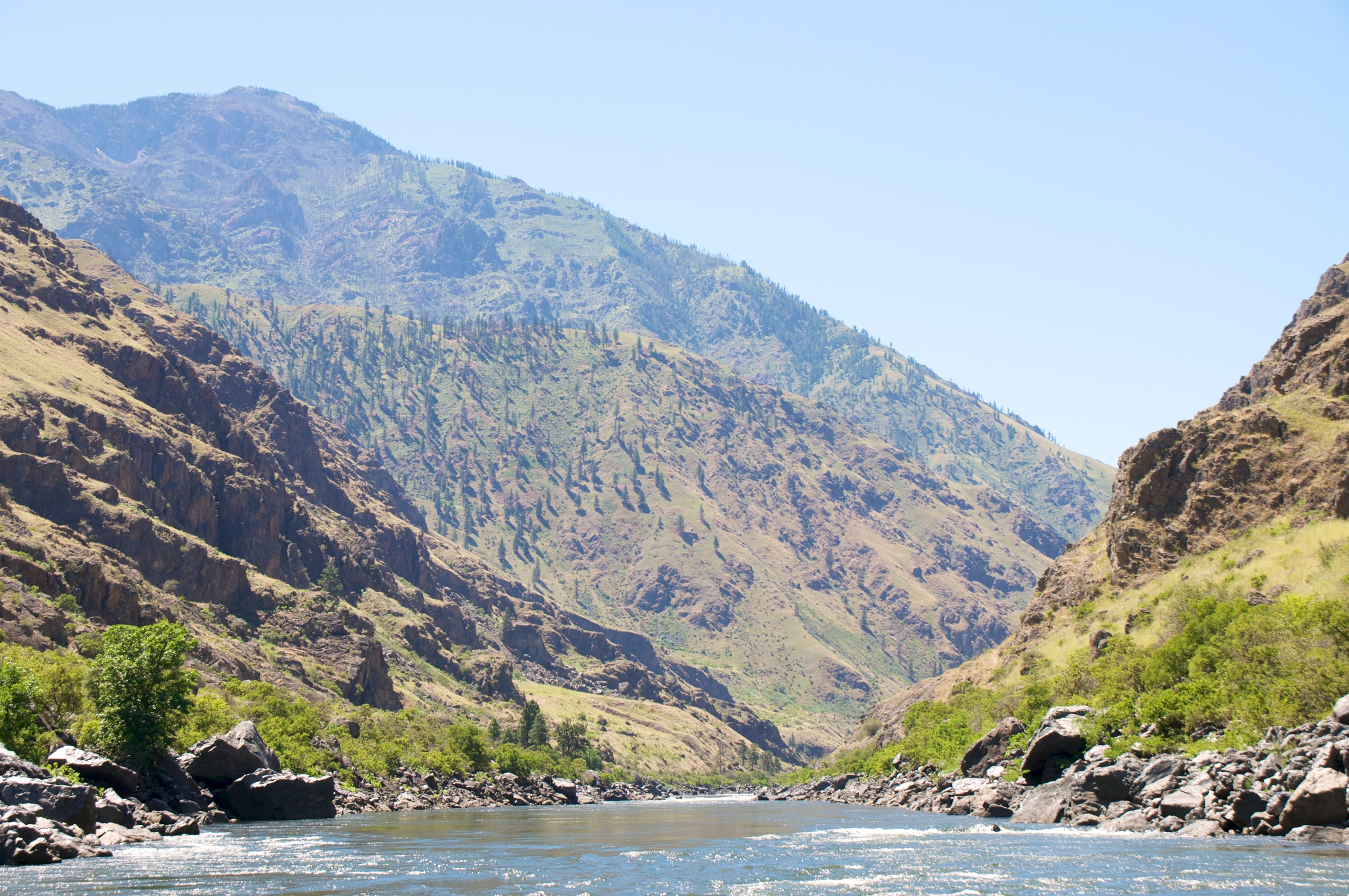
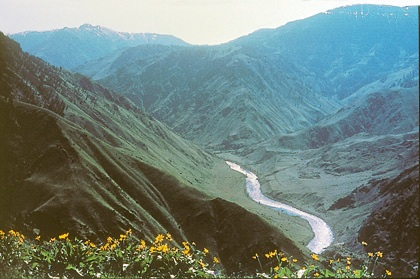
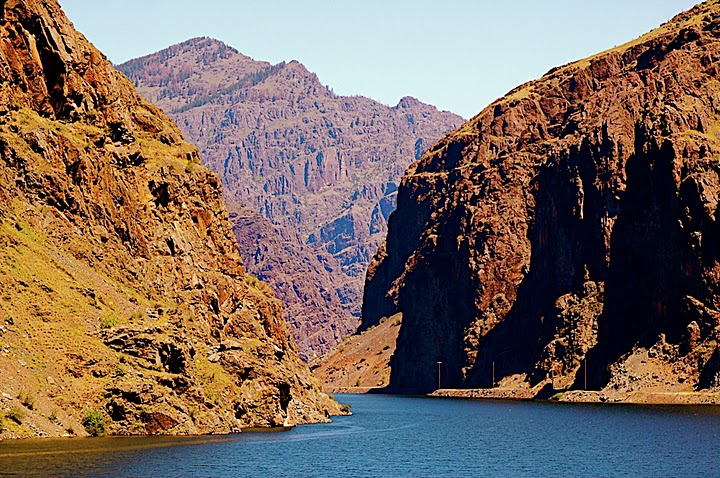
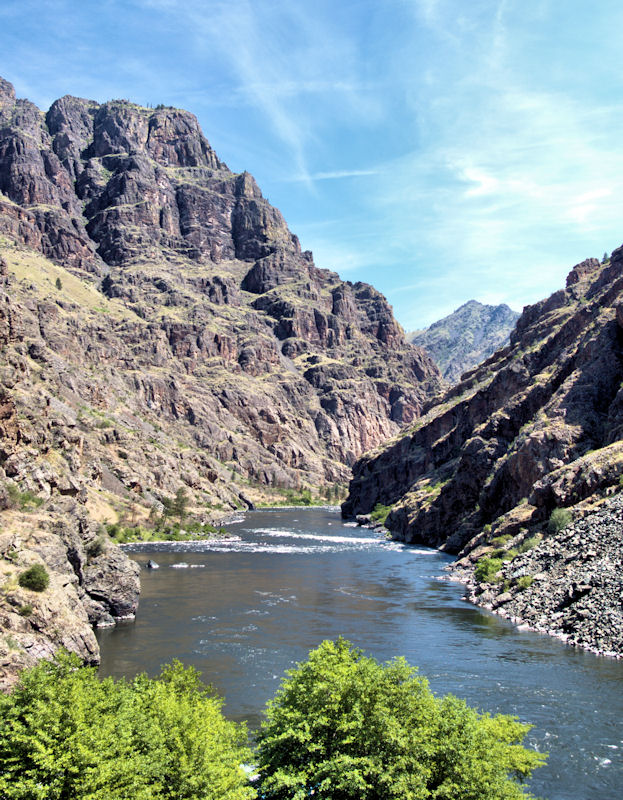